# St. Regis Toronto
Il St. Regis Toronto è un grattacielo a uso misto di Toronto, Ontario, Canada. È stato costruito dalla Talon International Development Inc. di Markham, di proprietà degli uomini d'affari canadesi Val Levitan e Alex Shnaider . Attualmente è di proprietà di InnVest Hotels LP.
Dopo l'apertura nel 2012 come Trump International Hotel e Tower Toronto, l'hotel ha avuto alcune controversie per la sua affiliazione con lo sviluppatore immobiliare americano di Donald Trump, che in seguito è stato eletto Presidente degli Stati Uniti . Nel 2017, questa affiliazione portòuna protesta affinché l'hotel abbandonasse il marchio Trump.
La Trump Organization una società di proprietà della famiglia Trump, era solita detenere il contratto di gestione per l'hotel ed era un azionista di minoranza nel progetto. Il contratto di gestione è stato acquistato da JCF Capital nel giugno 2017 e la parte dell'hotel dell'edificio è stata quindi acquistata da InnVest Hotels LP, una filiale di Bluesky Hotels and Resorts. La direzione dell'hotel si trasferì a Marriott International, dove operò senza alcun titolo come l’Adelaide Hotel Toronto . L'hotel è stato sottoposto a un piano di ristrutturazione completo e si è unito al marchio Marriott's St. Regis Hotels & Resorts come The St. Regis Toronto il 28 novembre 2018.
La torre si trova nel distretto finanziario, in 325 Bay Street, all'angolo sud-est della baia e delle strade di Adelaide. È il terzo grattacielo più alto del Canada (compresa la guglia) e il più alto edificio a uso misto della città.

## Caratteristiche

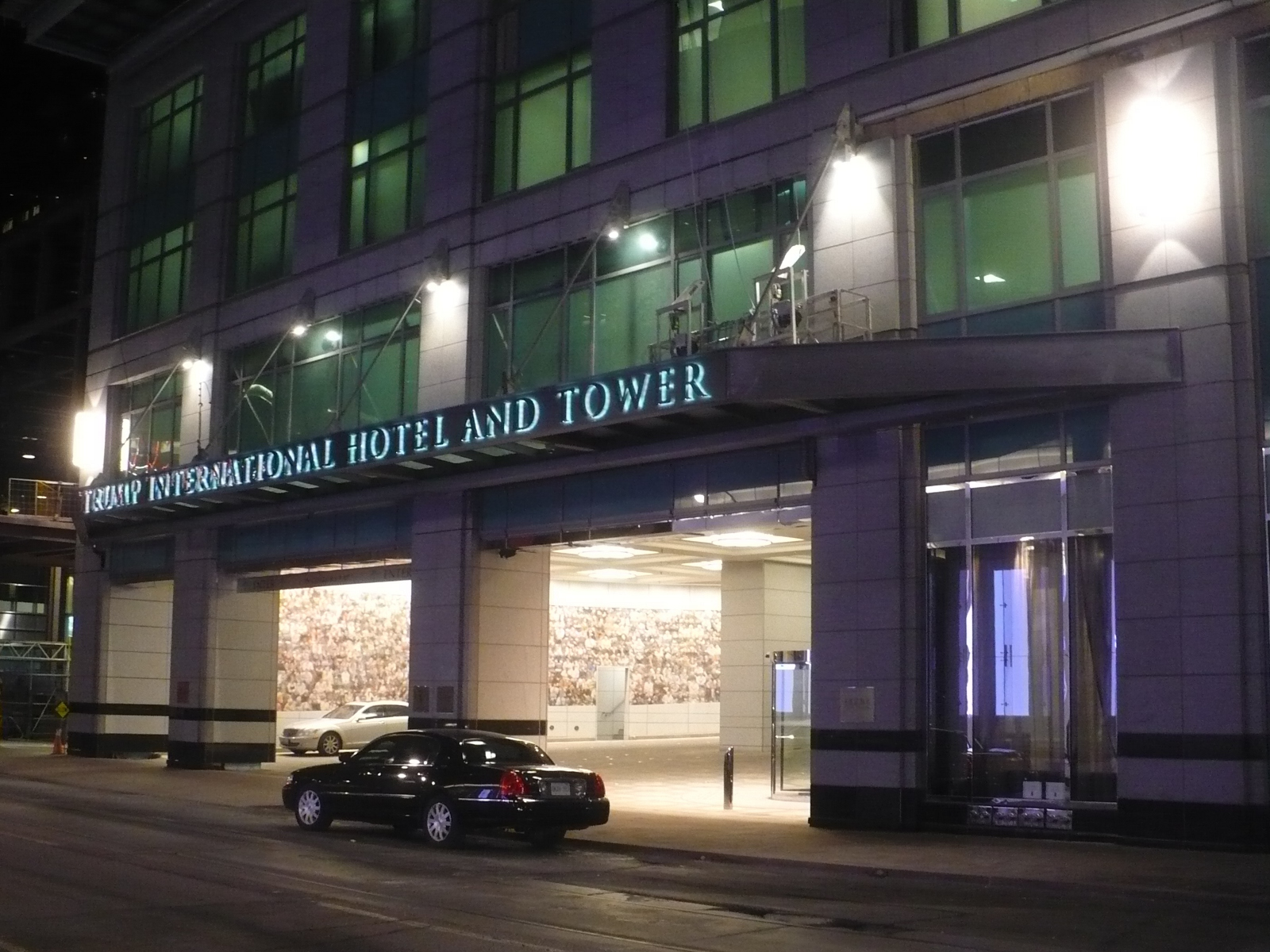
Ingresso principale su Adelaide Street

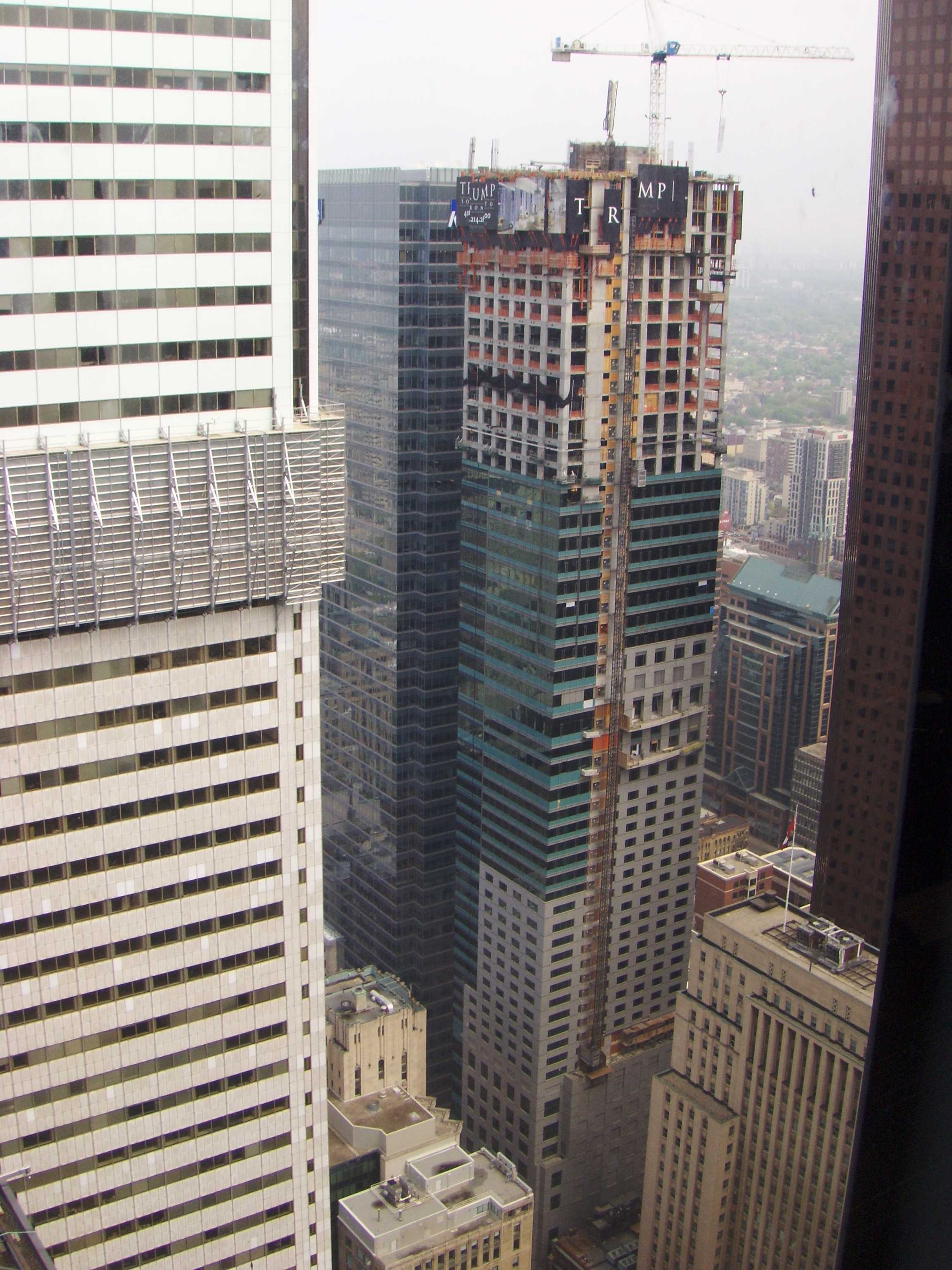
L'edificio in costruzione nel maggio 2011.

La torre ha 65 piani, 57 dei quali occupabili, ed è alta 276,9 metri. L'edificio comprende 260 camere d'albergo di lusso e 109 suite residenziali . La torre è stata progettata da Zeidler Partnership Architects ed è il più alto edificio a destinazione mista in Canada. I piani 2-31 sono occupati dall'hotel, mentre i piani 32-57 sono occupati dalle suite condominiali.